# كوهي أوتشيدا
كوهي أوتشيدا (باليابانية: 内田 航平) (مواليد 19 مايو 1993)، هو لاعب كرة قدم ياباني سابق كان يلعب كلاعب وسط.

## وصلات خارجية
- كوهي أوتشيدا على موقع رابطة كرة القدم اليابانية للمحترفين (اليابانية)
- كوهي أوتشيدا على موقع قاعدة بيانات كرة القدم.إي يو (الإنجليزية)
- كوهي أوتشيدا على موقع Soccerway.com (الإنجليزية)
- كوهي أوتشيدا على موقع عالم كرة القدم.نت (الإنجليزية)